# Demokratická unie tožského lidu
Demokratická unie tožského lidu (francouzsky Union Démocratique des Populations Togolaises, UDPT) byla politická strana Toga založená roku 1959.

## Historie
Demokratická unie tožského lidu byla založena v říjnu 1959 sloučením Tožské strany pokroku (PTP) a Svazu náčelníků a lidu severu (UCPN). Tyto dvě strany získaly v Parlamentních volbách ve Francouzském Togolandu v roce 1958 celkem 13 ze 46 mandátů. Strana však nemohla kandidovat ve všeobecných volbách v roce 1961.
Poté, co byl v roce 1963 svržen prezident Sylvanus Olympio vytvořila UDPT spolu s dalšími třemi stranami (Juventem, Stranou tožské jednoty a Tožským lidovým hnutím) jednotnou kandidátku do parlamentní části voleb konaných v témže roce. Získala tak 14 z 56 křesel v Národním shromáždění.
Po dalším státním převratu, ke kterému došlo v roce 1967, byla strana rozpuštěna.